# Philippe Quinault
Philippe Quinault (Párizs, 1635. június 3. – Párizs, 1688. november 26.) francia drámaíró és librettista.

## Életrajz
Quinault oktatása François Tristan l'Hermite, a Marianne írója nagyvonalúságának köszönhető. Quinault első drámáját a Hôtel de Bourgogne-ben alkotta 1653-ban, amikor még csak tizennyolc éves volt. A darab sikeres volt, 1660-ban feleségül vett egy gazdag özvegyet, és helyet vásárolt magának a Cour des Comptes-ben. Ezután a tragédiáinak (Agrippa, stb.) nagyobb sikerei voltak. 
Megkapta az irodalmi nyugdíjak egyikét, amit nemrég hoztak létre, és 1670-ben az Académie française tagjává választották. Mindaddig körülbelül 16-17 komédiát, tragédiát és tragikomédiát írt, amik a Hôtel de Bourgogne-nál kezdődtek 1653-ban. Tragédiái többsége nem volt kiemelkedő, a tragikomédiák értékesebbek voltak. A komédiái viszont – főként az első Les Rivales (1653), L’Amant indiscret (1654), ami hasonlít Molière Etourdi, Le Fantome amoureux (1659) és La Mére coquette (1665) darabjaihoz, talán a legjobbak – sokkal értékesebbek. Patricia Howard felmérve Quinault komédiáit, Préciosité hatását fedezte fel, főként a női szerepekben: „Hogyha a francia színházban a század második felében a nők szerepe kiemelkedő, akkor csakis a précieux mozzanat tette azzá”. 1671-ben hozzájárult a Pszichéhez, amiben Pierre Corneillenek és Moilèrenek is benne volt a keze, és amire Jean-Baptiste Lully írt zenét.
Kiemelkedően tehetséges lírai drámaírásban, és ettől az időtől kezdve haláláig elkötelezte magát, hogy Lullynak a munkáihoz komponáljon librettót . Ez nem csak nagyon jövedelmező volt (állítása szerint négy livret kapott mindegyikért, ami sokkal több volt, mint amit általában fizettek), hanem egy új stílus mestere hírnévre is szert tett,  – szóval még Boileau is dicséretre méltatta Quinaultot, aki korábban kigúnyolta drámai munkáit.
Librettói olvashatók zene nélkül, ami ritka, viszont mégis gondosan adaptálva vannak. Természetesen nem tartalmaznak erősen túlfűtött líraiságot, sem tökéletes drámai történetet, a fűzfaversektől viszont szabadabb hatásuk lesz, de ezzel egyidőben a libretto nevét is nevetségessé teszi, az olvasót azonban mégis magával képes ragadni. Túlzás nélkül lehet állítani, hogy Quinault nagy szerepet játszott az opera mint állandó Európai műfaj kialakulásában, hiszen pont abban az időben érkezett, amikor az opera divatos lett Olaszországban. Az első darabja, a Psziché (1671) után egyfajta klasszikus álarcosbál volt, Les Fetes de l’Amour et de Bacchus (1672). Ezután jött a Cadmus et Hermione (1674), Alceste ou le Trimphe d’Alcide (1674), Thesée (1675), Atys (1676), az egyik legjobb darabja, és Isis (1677). Alcestet elég rosszul fogadta pár kritikus, és ez inspirált egy vitát Jean Racine és Charles írók közzétett véleményei között, ami megalkotta az egyik első információcserét, mely később a Az ókori és a modernek veszekedéseként lett ismert.
Mindezek nagy klasszikusok voltak csakúgy, mint Proserpine (1680), ami az összes fölé magaslott. The Triumph of Love (1681) egy egyszerű balett, de a Perséenben (1682) és a Phaetonben (1683) Quinault visszatért a klasszikus operához. Aztán végül feladta a romantikus témákért cserébe, melyekkel sikeresebb volt. Mesterművei a Armadis de Gaule (1684) és Roland (1685). A 17. század második felében a francia líra mesterkéltté vált, így az alexandrinus darabok segédeszközül szolgáltak Quinaultnak a lírai dialógusok összeállításában. Lully meghalt 1687-ben, és Quinault munkája megszűnt, jámborrá vált és elkezdett egy verset „Az eretnekség megsemmisítése” címmel. 1688 november 26-án Párizsban halt meg. Kevésbé ismert munkái között találhatóak lírai, színházi drámák a „Bellerephon”, 2 darabban (az egyik valószínűleg 1671-ben volt kiadva, míg a másik valószínűleg 1679-ben), a híres ókori görög mitológiát alapul véve.